# Här kommer vi ...
Här kommer vi ... är en svensk dramafilm från 1947 i regi av John Zacharias och Sture Lagerwall.

## Om filmen
Filmen premiärvisades den 18 oktober 1947 på biograf Astoria i Stockholm. Den spelades in vid Sandrewateljéerna i Stockholm av Hilmer Ekdahl. Som förlaga har man filmen Samvetsömma Adolf från 1936. 

## Roller i urval
- Gunnar Björnstrand - 55:an Robert Berg alias Bob Hill, skådespelare
- Marianne Aminoff - Anne-Marie Stålhammar, operettsångerska
- Sigge Fürst - sergeant Justus Tramp
- Sture Lagerwall - 88:an August Härlander, kaloriauskultant vid Kungl. Livsmedelsstyrelsens Varuundersökningsbyrå
- Inga Brink - Lisa Carlsson alias Lissi Charlston, skådespelerska
- Stig Johanson - 58:an Jocke Jonsson, charkuterist
- Magnus Kesster - 61:an Emanuel Eriksson, direktör i plastic och nylon
- Anders Andelius - Valfrid
- Carin Swensson - Bettan Lindkvist, Stålhammars hembiträde, sergeant Tramps fästmö
- Fritiof Billquist - löjtnant Efraim Alexander Berg
- Stina Ståhle - 61:an Erikssons fru
- Gösta Cederlund - överste Stålhammar, Anne-Maries far
- Erik Rosén - regementsläkaren
- Douglas Håge - kapten
- Georg Skarstedt - sjukvårdare

## Musik i filmen
- Den sköna Helén eller Flickan i Peru (Flickan i Peru), kompositör Benjamin Russel Hanby, text och musikbearbetning Evert Taube, sång Gunnar Björnstrand
- Äran att vara vapenför (Sju vackra flickor i en ring), text Roland, musikarrangör Ernfrid Ahlin, sång Stig Johanson och Gunnar Björnstrand
- Här kommer vi, kompositör Ernfrid Ahlin, text Roland, sång Stig Johanson, Anders Andelius, Sture Lagerwall, Gunnar Björnstrand och Magnus Kesster
- La légende du Boogy Woogy, kompositör Charles Clément, text Charles Clément och Henri Patterson, sång Yves Montand
- Med dej kommer lyckan tillbaka, kompositör Ernfrid Ahlin, text Roland
- Ättika, tättika, luntan, tuntan, kompositör Ernfrid Ahlin, text Roland, sång Stig Johanson, Gunnar Björnstrand, Magnus Kesster och Anders Andelius
- Trötta fötter, kompositör Ernfrid Ahlin, text Roland, sång Stig Johanson, Magnus Kesster, Gunnar Björnstrand
- Bara han är karl, kompositör Ernfrid Ahlin, text Roland, sång Inga Brink